# 片山竜二
片山 竜二（かたやま りゅうじ、1916年（大正5年） - 1982年（昭和57年）5月11日）は、日本の雑誌編集者、司会者、ラジオパーソナリティ。本名は南谷 勝敏（みなみたに かつとし）。

## 来歴
東京都出身。1939年に「ひまわり社」を創立し、雑誌「ひまわり」「それいゆ」を発行する。1968年からTBSラジオ『おはよう片山竜二です』に出演する。
「1977年7月7日7時7分7秒」に、マネージャーと結婚式を挙げる。その後ハネムーンはハワイ。その時ハワイから文化放送『片山竜二のおはよう文化放送です』の放送をハワイと東京を結んで行った。
1981年3月から病気のため引退する。1982年5月11日、膀胱腫瘍による敗血症のため死去した。享年66。

## 主な担当番組

### テレビ
- アイデア買います!ただいま特許出願中（東京12チャンネル） - 当初司会→1967年4月以後は審査委員

### ラジオ
- トヨタ・スカイパトロール（TBSラジオ）
- おはよう片山竜二です（TBSラジオ）
- 片山竜二のおはよう文化放送です（文化放送）
  - 片山竜二のおはよう土曜日文化放送です

## 著書

### 単著
- 『たのしい日曜工作』ひまわり社、1958年11月。
- 『アイディア紳士』講談社、1963年10月5日。NDLJP:2933177。
- 『初対面の人間攻略法 アッと言わせる奇計のすべて』青春出版社〈プレイブックス〉、1965年5月。
- 『アイデア奥様 アイデア紳士のホーム・コンサルタント』大光社、1967年。
- 『ちょっとのセンスで追い越す ジッとしていられなくなります』青春出版社、1969年12月。
- 『ぼくの話盗んでみませんか いい話が大好きなあなたに』ベストセラーズ、1978年10月。

### 編集
- 『アイディア買います売ります ただ今特許出願中 優秀作品集』講談社、1967年3月。
- 『アイディア買います 発明工夫優秀作品 第1集』講談社、1969年。
- 『アイディア買います 発明工夫優秀作品 第2集』講談社、1969年4月。

### 共著
- 森政弘、片山竜二『やわらかい頭 対話 幸福のための科学へ』時事通信社、1972年。
- 森政弘、片山竜二『やわらかい頭 対話 幸福のための科学へ 続』時事通信社、1972年。
- 森政弘、片山竜二『やわらかい頭 対話 幸福のための科学へ 続続』時事通信社、1973年。